# Ville d'Alger
Ville d'Alger was een continentale wielerploeg die in 2011 werd opgericht. In 2011 was het, samen met Groupement Sportif Pétrolier Algérie, de eerste Algerijnse wielerploeg ooit die een UCI-licentie verkreeg. Na 2012, met het verdwijnen van de Belgische invloed, werd de ganse ploeg ververst. Tal van jonge, talentvolle renners kregen hun kans in 2013. Na het seizoen 2014 hield de ploeg op te bestaan.

## Bekende (ex-)renners
- Nabil Baz (2011-2012)
- Jérémy Burton (2012)
- Dimitri Claeys (2012)
- Rikke Dijkxhoorn (2012)
- Jérôme Gilbert (2012)
- Bert Scheirlinckx (2012)
- Janek Tombak (2012)

2011 · 2012 · 2013 · 2014